# Pompeo Ghitti
Pompeo Ghitti (Marone, 1631 – 1703) è stato un pittore italiano del Barocco, attivo principalmente a Brescia e nell'area circostante.

## Biografia

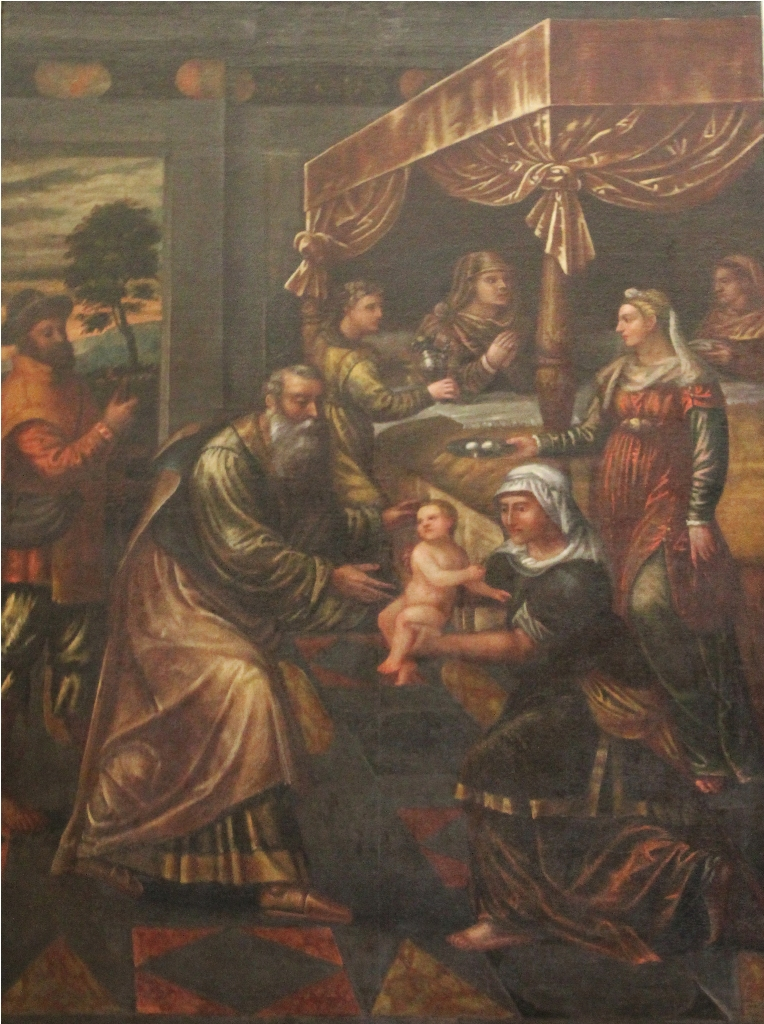
Natività di Maria, Chiesa di San Pietro in Oliveto, Brescia

Nacque nel paese di Marone sulle rive del lago d'Iseo e fu allievo dei pittori Ottavio Amigoni e Angelo Everardi, in seguito di Giovanni Battista Discepoli. Ghitti contribuì all'ampio ciclo di affreschi della chiesa bresciana del Santissimo Corpo di Cristo. Dipinse due pale d'altare, l'Ultima Cena (nel 1681, posta nella seconda cappella a sinistra) e la Gloria di San Carlo Borromeo con i santi Stefano martire, Francesco d'Assisi, Antonio da Padova e Rocco (del 1668, situata nella seconda cappella a destra) per la chiesa parrocchiale di Santa Maria Assunta a Ghedi. Per i frati della chiesa della Confraternita della Santissima Trinità dei pellegrini di Brescia dipinse la pala dell'altare maggiore con San Carlo Borromeo in preghiera di fronte alla Vergine con inserimento di un'immagine della Trinità di Pietro Scalvini; questa chiesa è ora un teatro, chiamato Teatro San Carlino. Nel castello che sovrasta il paese di Cazzago San Martino, nel salone delle adunanze, la decorazione comprende paesaggi del pittore Sorisene con figure di Pompeo Ghitti (1669). La controfacciata della chiesa bresciana di S. Maria in Calchera è dipinta dal Ghitti, e raffigura un miracolo di Bernardino da Feltre. Ghitti dipinse anche affreschi nella Chiesa di Santa Maria degli Angeli a Gardone Val Trompia. 
Tra i suoi allievi furono Pietro Avogadro e Giovanni Antonio Cappello.